# Ecnomiohyla rabborum
Ecnomiohyla rabborum var en groddjursart som beskrevs av Mendelson, Savage, Griffith, Ross, Kubicki och Ron Gagliardo 2008. Ecnomiohyla rabborum ingår i släktet Ecnomiohyla och familjen lövgrodor. IUCN kategoriserar arten globalt som utdöd. Inga underarter finns listade i Catalogue of Life.